# Открытый чемпионат Германии по теннису среди женщин 2003

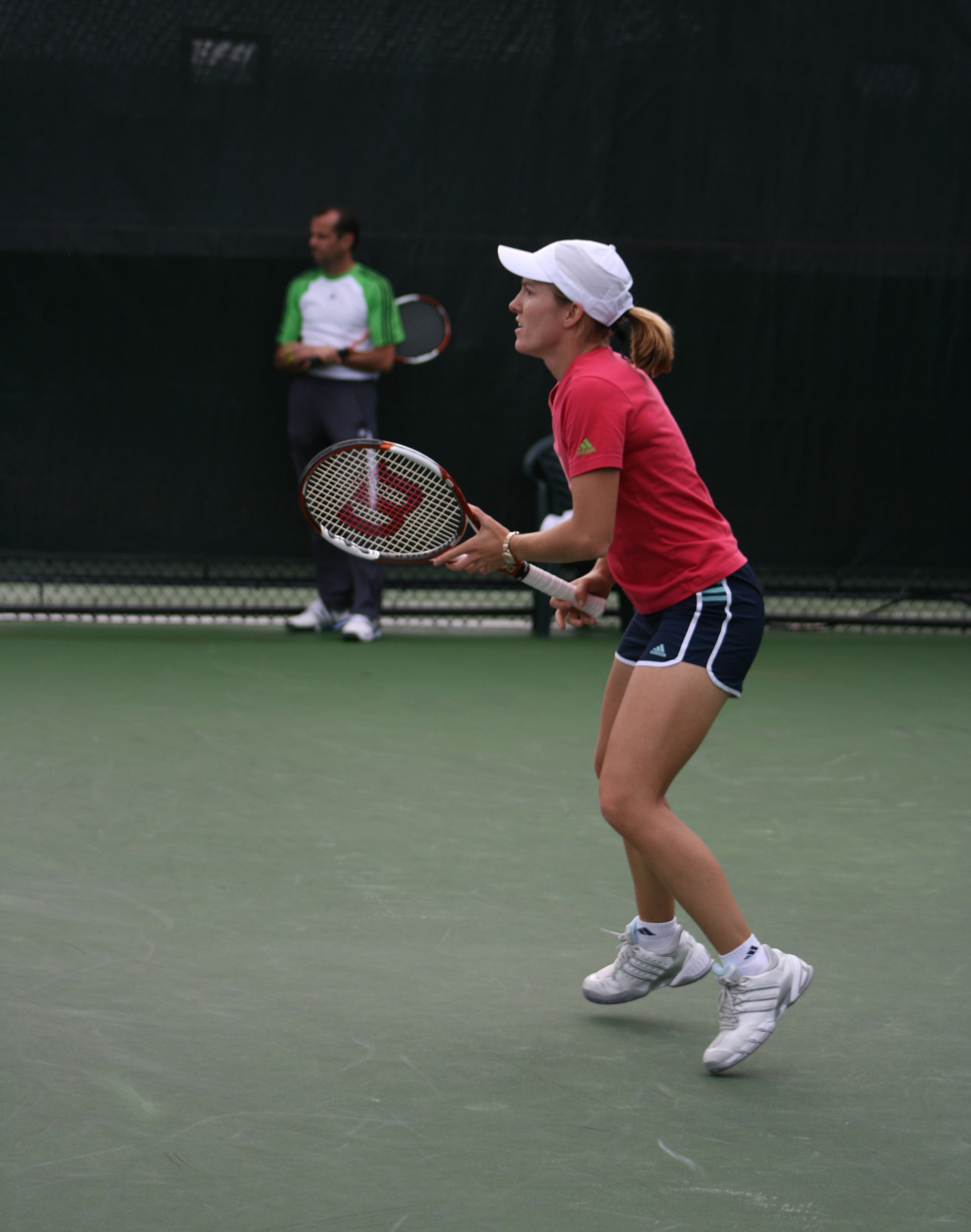
Победительница одиночного турнира — Жюстин Энен-Арденн из Бельгии.

MasterCard German Open 2003 — ежегодный профессиональный теннисный турнир 1-й категории для женщин.
Соревнование традиционно проводились на открытых грунтовых кортах в Берлине, Германия.
Соревнования прошли с 5 по 11 мая.
Прошлогодние победители:
- в одиночном разряде —  Жюстин Энен-Арденн
- в парном разряде —  Елена Дементьева и  Жанетт Гусарова

## Соревнования

### Одиночный турнир
Жюстин Энен-Арденн обыграла  Ким Клейстерс со счётом 6-4, 4-6, 7-5.
- Энен-Арденн выигрывает свой 3й турнир в году и 9й за карьеру.

### Парный турнир
Вирхиния Руано Паскуаль /  Паола Суарес обыграли  Ким Клейстерс /  Ай Сугияму со счётом 6-3, 4-6, 6-4.
- Руано Паскуаль выигрывает 2й титул в сезоне и 20й за карьеру.
- Суарес выигрывает 2й титул в сезоне и 27й за карьеру.